# アイシュアイア
アイシェアイア（Aysheaia、またはアイシュアイア、アユシェアイア）は、約5億年前のカンブリア紀に生息した葉足動物の一属。丈夫な脚にたくさんの爪をもつ、カナダのバージェス動物群で見つかった Aysheaia pedunculata という1種のみによって知られる。ハルキゲニアと共に、最初に記載された葉足動物として有名な古生物の一つである。

## 名称
学名「Aysheaia」は、発見地付近の山頂エイヨシャ・ピーク（Ayesha peak、旧称 Aysha peak）に由来するが、元の意味は不明。模式種（タイプ種）の種小名「pedunculata」は、ラテン語で「脚」を意味する「pedunculus」による。

## 形態

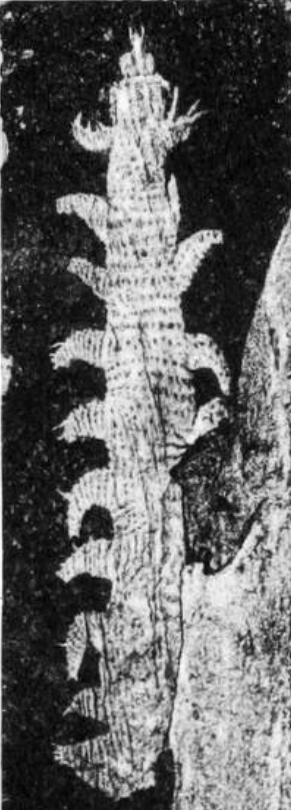
アイシェアイアの化石標本（Walcott 1911 による）

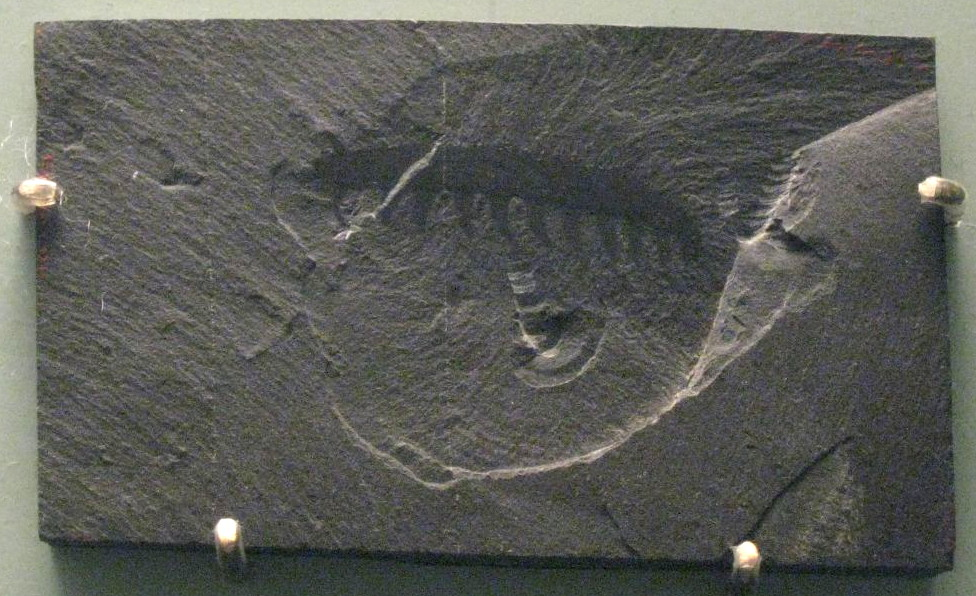
アイシェアイアの化石標本（国立自然史博物館所蔵）

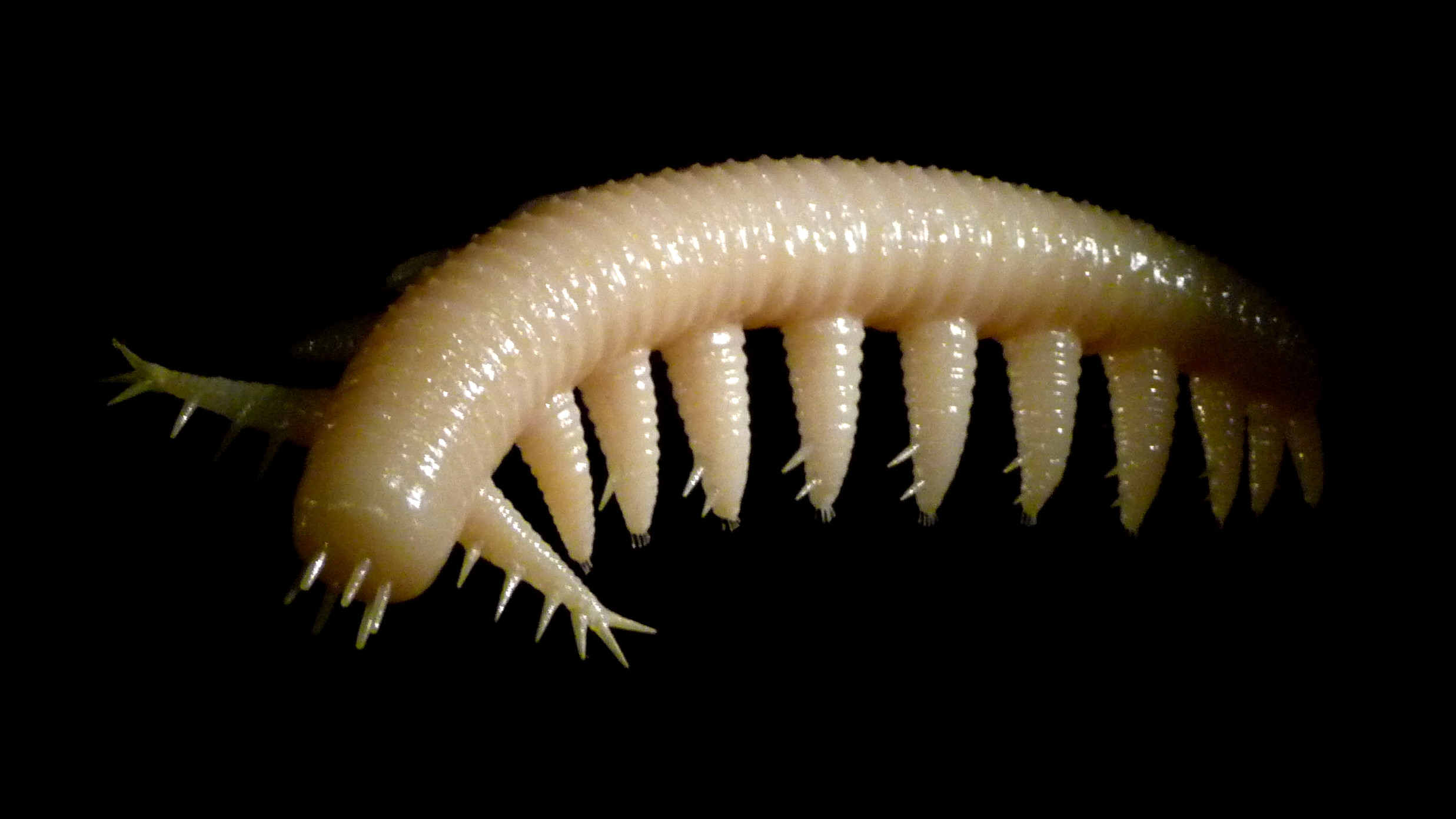
アイシェアイアの復元模型

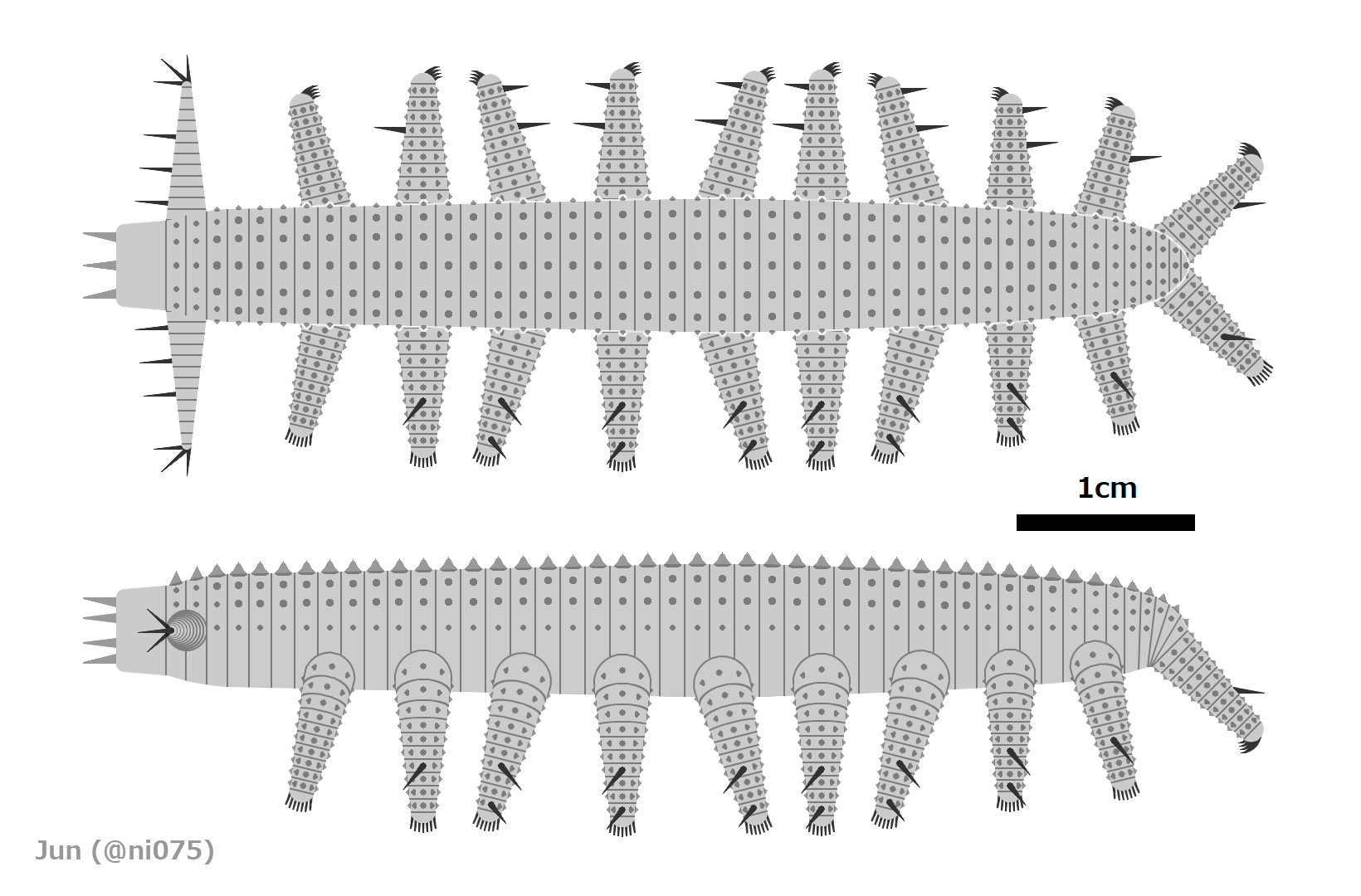
アイシェアイアの復元図
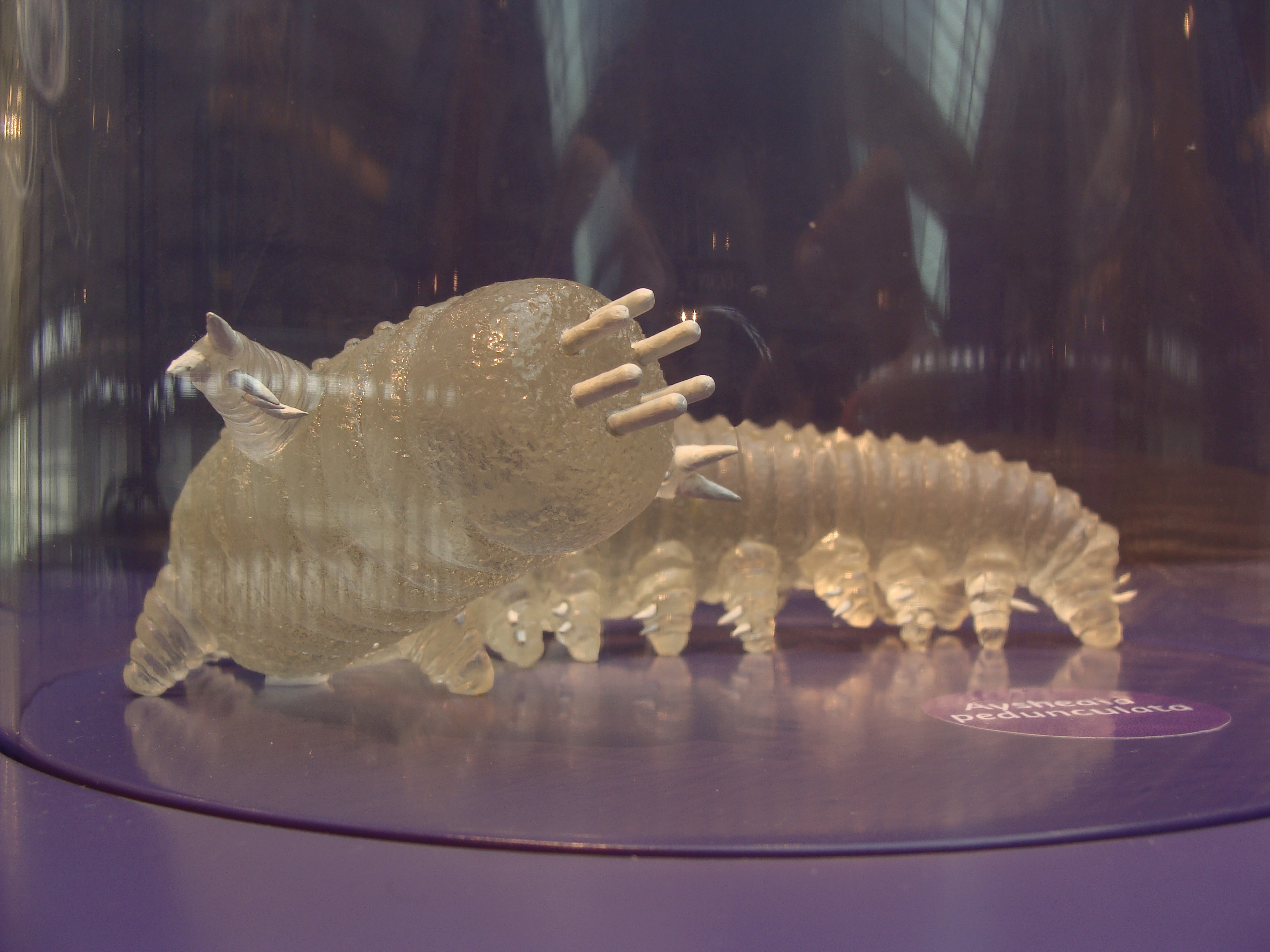
アイシェアイアの復元模型

体長1cmから6cm（横幅0.5cm）、丈夫な脚が付いた蠕虫様の姿の葉足動物である。胴体と脚の表皮は環形の筋（annulation）に分かれ、たくさんの乳頭突起（papillae）が生えている。
胴体は円筒状で、後半がわずかに細くなる。頭部と胴部の間に明確した境目はない。背面に7つほどの乳頭突起が生えた体環は各付属肢対の間に1本、前後隣接した脚のそれぞれの間隔に3本、前部付属肢と第1脚の間に5本をもつ。胴体の体環と乳頭突起はほぼ同形で、体節と付属肢の位置によって明確に変化することはない。棘や甲皮に類するほど発達した附属体はないが、乳頭突起の先端は針に似た構造をもつ。
頭部の前端は短い円柱状の吻が突出し、口はその正面に開き、6本ほどの長い乳頭突起（oral papillae）に囲まれる。そのやや後方の左右には、一対の特化した前部付属肢（frontal appendage）が張り出している。前部付属肢はやや華奢で、前縁と先端に棘が並んでいる。胴部の両腹面には10対の丈夫な脚（葉足、lobopod）があり、それぞれ10本の環形の筋に分かれ、先端の内側に7本の短い鉤爪がある。第1脚以外の脚は全てが外側に突出した棘があり、第2脚・第9-10脚に1本、第3-8脚に2本をもつ。胴部の尾端は後ろ向きの第10脚で終わり、尾に類する構造はない。
前部付属肢の付け根近くに眼をもつとする見解もあるが、否定的とされる。

## 生態

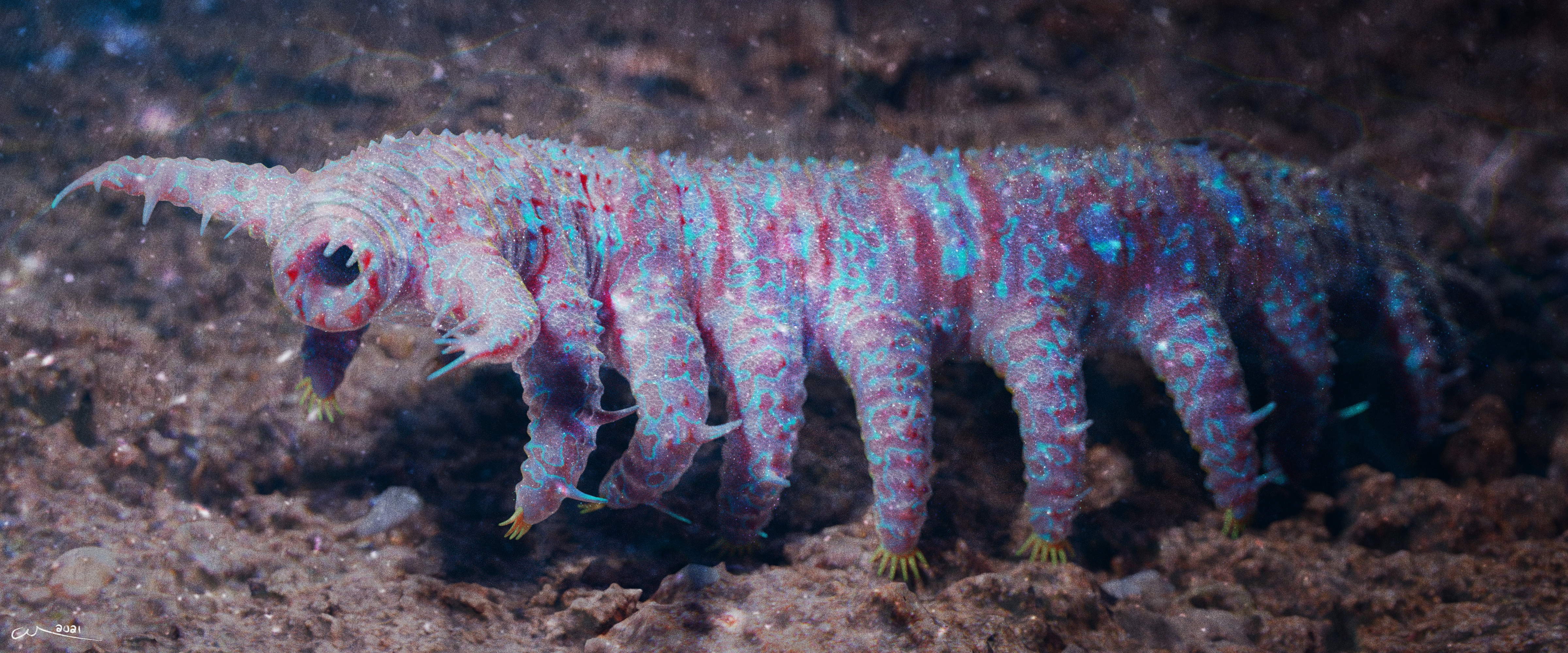
海底を歩くアイシェアイアの3D復元図

アイシェアイアは底生性の捕食者であったと考えられる。防衛用に発達した棘や甲皮はなく、化石もカイメンの断片と共に発見されることが多いことにより、アイシェアイアはカイメンを捕食した、もしくは単に他の捕食者から身を守るためカイメンに宿っていたと考えられる。

## 分類

### 分類史
カンブリア紀に生息した多くの脚の付いた蠕虫様の古生物は葉足動物（lobopodians）として知られ、その中でも、アイシェアイアは最初に記載されたものとして代表的な一属である。葉足動物は汎節足動物であり、全体的に現生汎節足動物の3つの動物門、すなわち有爪動物（カギムシ）、緩歩動物（クマムシ）と節足動物のそれぞれの起源に至る側系統群として広く認められる。しかし多くの葉足動物と同様、その中でアイシェアイアの位置付けは未だにはっきりしない。

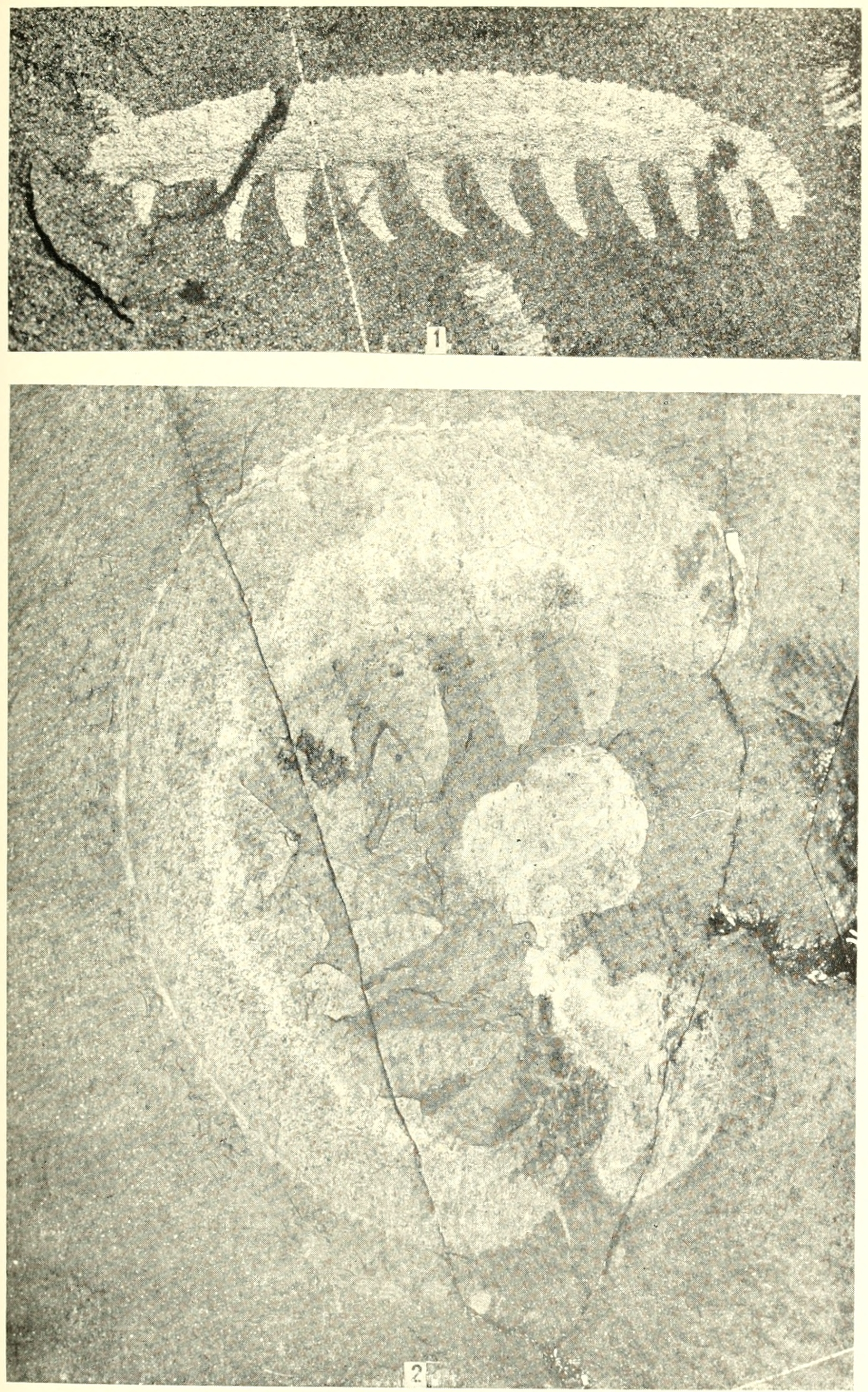
Walcott 1911 によるアイシェアイアの化石標本

アイシェアイアはチャールズ・ウォルコットの記載（Walcott 1911）で命名され、当時は多毛類の環形動物と解釈された。しかしこの見解は後にすぐ否定され、有爪動物（カギムシ）として特徴的な顎と粘液腺はないものの、環形の筋や葉足などの外見上の類似で複数の文献に有爪動物もしくはその近縁と考えられた。20世紀中期では、Snodgrass 1938 をはじめとして、アイシェアイアとゼヌシオンなどの「脚の付いた蠕虫」様の古生物は葉足動物（lobopodians/lobopods）と呼ばれるようになったが、当時の葉足動物自体が原始的な有爪動物、有爪動物と緩歩動物（クマムシ）の両方に類縁、汎節足動物と環形動物の起源に当てはまる、もしくは独自の動物門などと解釈された。
1990年代では、様々な葉足動物が次々と発見され、アイシェアイアも含めてその全てが有爪動物に分類された。しかし節足動物の特徴をもつ葉足動物（gilled lobopodians とシベリオン類）が後に発見され、葉足動物は有爪動物だけでなく、節足動物にも類縁であることが判明した。これにより、環形の筋や葉足などという、かつて有爪動物的と思われた葉足動物の多くの特徴は、葉足動物と有爪動物の類縁関係を示唆できず、単に汎節足動物の祖先形質に過ぎない。
21世紀以降では、アイシェアイアの有爪動物との類縁関係はほとんどの系統解析に支持されず、その位置は解析結果により諸説が分かれている。多くの解析結果はアイシェアイアを基盤的な汎節足動物と示唆しているが、脚で終わる尾部に基づいて緩歩動物の初期系統に含まれる、もしくは特化した前部付属肢に基づいて節足動物の初期系統に含まれるという解析結果もある。他の葉足動物とでは、ハドラナックスやパレオカンパとの類縁関係を示唆する解析結果がある。

### 下位分類
アイシェアイア（アイシェアイア属 Aysheaia）は、カナダブリティッシュコロンビア州のバージェス頁岩（バージェス動物群、カンブリア紀ウリューアン期、約5億1,000 - 5億500万年前）で見つかった Aysheaia pedunculata という1種のみが認められる。アメリカユタ州の Wheeler Shale で見つかり、Robison 1985 に同属の別種 Aysheaia prolata として記載された化石標本 KUMIP 15392 は、Pates et al. 2017 の再検証によりラディオドンタ類スタンレイカリスの前部付属肢の見間違いだと判明した。